# Владимир Бартол
Владимир Бартол (на шведски: Vladimir Bartol) е словенски драматург, есеист и писател на произведения в жанра съвременен и исторически роман, един от класиците в словенската литература.

## Биография и творчество
Владимир Бартол е роден на 24 февруари 1903 г. в населения със словенци квартал Сан Джовани в Триест, Австро-Унгария (сега в Италия). Трето от седемте деца на семейството на Грегор Бартол, пощенски служител, и Марица Нализек, учителка, редакторка и писателка. Баща му го запалва по биологията, а майка му по живописта. Учи в Триест, като по време на Първата световна война е в немско училище, а след войната е в тайна частна словенска гимназия. През 1919 г. семейството се мести в Любляна и там завършва средното си образование през 1921 г. Записва се в университета в Любляна във факултета по биология и философия и допълнително учи география.
В Любляна среща младия словенски философ Клемент Юг, който го запознава с произведенията на Фридрих Ницше и Зигмунд Фройд, и ги популяризират в Югославия. Завършва през 1925 г. В периода 1926-1927 г. учи със стипендия биология и психология в Сорбоната. През 1928 г. отбива военната си служба в Петроварадин и Нови Сад в Първи въздушно-разузнавателен полк.
През 1929 г. става коректор на „Ютро“, а през 1933-1934 г. е издател на седмично словенско списание в Белград. При отсъствие на приятеля си Янез Загар организира някои издания на списание „Modra ptica“. След това се завръща в Любляна, където работи като писател на свободна практика. От 1930-те години работи в Сдружението на словенските писатели. По покана на литературния критик Йосип Видмар през 1941 г. се присъединява към Съпротивата срещу нацистката окупация на Югославия и става ковчежник на културната пропагандна секция.
След войната е секретар на Люблянската драма в продължение на няколко месеца, а в периода 1946-1956 г. е ръководител на отдела за наука и изкуство и председател на Словенско-хърватската образователна асоциация в Триест. През 1956 г. става преподавател в Словенската академия на науките и изкуствата в Любляна, а през 1960 г. става ръководител на научния ѝ отдел.
Първоначално пише кратка проза и драма. Първият му разказ е публикуван през 1927 г., а през 1932 г. е публикувана и пиесата му „Lopez“. Разказите му са публикувани в сборника „Al Araf“.
През 1938 г. е публикуван най-известният му роман „Аламут“. Той се счита за алегория на съпротивителната организация TIGR срещу италианския фашизъм и репресиите на режима над словенското малцинство в Италия. Първото издание на романа иронично е посветено на Бенито Мусолини. Историко-философския приключенски роман представя историята на Хасан ибн Сабах, шиитски духовен водач, мистик, убиец, аскет, политически революционер и основоположник и първи Велик майстор на ордена на федаините-асасини, съученик на Омар Хаям и Низам ал Мулк, по-късния Велик везир на Селджукската империя и първа видна жертва на асасините. Той изгражда в крепостта „Аламут“ мощен орден със строго йерархична пирамидална структура, състояща се от седем нива на посвещение, организация развита от тамплиерите, а по-късно и от други тайни общества. През 1939 г. получава за него наградата Бановина. Романът вдъхновява писателя Уилям Бъроуз за романа му „Голият обяд“ и създателите на поредицата видеоигри „Assassin's Creed“. Книгата е издавана в световен мащаб над 70 пъти и на над 30 езика.
През 1957 г. публикува сборника с хумористични разкази „Tržaške humoreske“, в който герои на 3 от разказите са словенският журналист Якомин Перто и италианският бонвиван Еторе Мангиалупи. Особено интересна е „Tržaška novela 1948“ за истинската среща в Триест между Бартол и драматурга Антон Ненован.
В допълнение към художествените си произведения пише много критични статии и публицистика. От 1929 г. започва да пише театрална критика и публикува над 300 статии през следващите десетилетия. Пише литературни и художествени критики, прегледи на някои произведения в областта на философията и психоанализата, биографии, некролози, паметници и др. Като учен писателят събира и изследва пеперуди.
Владимир Бартол умира на 12 септември 1967 г. в Любляна.

## Произведения
- Lopez (1932) – пиеса
- Al Araf (1935) – сборник разкази
- Alamut (1938)
Аламут, изд.: ИК „Парадокс“, София (2016), прев. Александра Ливен, Георги Стойчев
- Empedokles (1945) – пиеса
- Tržaške humoreske (1957) – сборник разкази
- Čudež na vasi (1984)
- Don Lorenzo (1985) – новела
- Med idilo in grozo (1988) – сборник новели
- Zakrinkani trubadur (1993) – сборник есета
- Mladost pri Svetem Ivanu (2001) – автобиография

## Книги за писателя
- Un paradis à l'ombre des épées: Nietzsche et Bartol (2010) – от Яд Хатем